# Catasetum macedoi
Catasetum macedoi är en orkidéart som beskrevs av Marcos Antonio Campacci och George Francis, Jr. Carr. Catasetum macedoi ingår i släktet Catasetum och familjen orkidéer. Inga underarter finns listade i Catalogue of Life.